# 吉岡正人

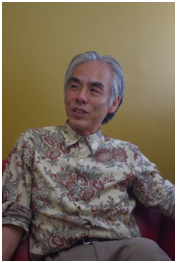
2012年9月

吉岡 正人（よしおか まさと、1953年（昭和28年）8月15日 - ）は。大阪府出身の洋画家。

## 経歴
- 1953年 大阪府に生まれる
- 1974年 フランスに渡る（アカデミーGショミエール等）
- 1980年 武蔵野美術大学造形学部油絵学科卒業、優秀賞受賞
- 1981年 第35回二紀展 安田火災美術財団奨励賞受賞
- 1982年 第36回二紀展 同人に推挙
筑波大学大学院芸術研究科修了
- 1987年 個展（紀伊國屋画廊）
- 1988年 第42回二紀展 同人優賞受賞
個展（もりもと画廊）
- 1989年 ’89セントラル美術館油絵大賞展招待出品
個展（もりもと画廊）
個展（大阪三越）
- 1991年 個展（日本橋三越本店）
第45回二紀展 会員に推挙
- 1992年 文化庁芸術家在外研修員として渡伊（ローマ、〜1993 ）
- 1993年 個展（日本橋三越本店、大阪三越）
- 1995年 第49回二紀展 宮本賞受賞
- 1996年 個展（太陽画廊）
- 1997年 個展（日本橋三越本店）
- 1998年 個展（パラッツォ・プレトリオ、イタリア）
個展（日本橋三越本店、名古屋栄三越）
- 2000年 第54回二紀展 会員優賞受賞
- 2000年 前田寛治大賞展大賞受賞
- 2002年 文化庁在外研修制度35周年記念展招待出品
- 2003年 貿易風（パラッツォ・プレトリオ、イタリア）
- 個展（高島屋大阪、高島屋横浜）
- 2004年 思い出のファンタジー「二人展」（パラッツォ・ヴェネツイア、ローマ）
個展（日本橋三越本店、福岡三越）
個展（蔵丘洞画廊）
個展（せんたあ画廊）
- 2007年 個展（日本橋三越本店）
文化庁在外研修員制度40周年記念「旅」展招待出品
- 2009年 第63回二紀展 文部科学大臣賞受賞
個展（高島屋横浜）
- 2012年 文化庁在外研修員制度45周年特別展示招待出品
- 現在は、埼玉大学教授であり、二紀会委員を務めている。(2012年6月現在)

## 作品の特徴
全体的に神秘的な雰囲気が漂う作品が多い。作品には、理想化された女性、細身の犬、印象的な空、白や赤い壁の建物がよく見られる。中でも描かれる女性の表情は、深く、何かを秘めたような面持ちである。現在の作品はテンペラと油彩の混合技法を用いているものがほとんどである。

## エピソード
2002年頃からランチュウ（金魚）の飼育にも力を入れている。

## 著書
- 『モネ 名画に隠れた謎を解く！』中央公論新社,2007年3月,ISBN 978-4120038143
- 『印象派からの20世紀 名画に隠れた謎を解く！』中央公論新社,2007年8月10日,ISBN 978-4-12-003859-4

## 出演番組
- 『美の朝』
- 『日曜美術館』 2010年2月22日放映